# William Carlos Williams
Pour les articles homonymes, voir William Williams (homonymie) et Williams.
William Carlos Williams, né le 17 septembre 1883 et mort le 4 mars 1963, est un poète, traducteur, critique littéraire et romancier américain.
Il est un des grands représentants du modernisme américain, participant aux mouvements de l'imagisme et de l'objectivisme dont il est l'un des membres fondateurs. Il est ami du poète Ezra Pound, créant d'abord une poésie proche de lui puis s'en éloignant. Sa poésie se construit en opposition à celle de T. S. Eliot et cherche à présenter des objets pour leur valeur propre et non dans une perspective métaphysique. Il s'agit aussi pour lui de rendre compte de l'expérience américaine, alors que beaucoup d'écrivains modernistes sont exilés en Europe.
Peu connu pendant de nombreuses années, il acquiert la reconnaissance après la Seconde guerre mondiale, avec ses poèmes Paterson, Asphodèle et Tableaux d'après Breughel, bien que deux de ses poèmes les plus cités, La Brouette rouge et Le Grand Chiffre, aient été publiés dès 1923. Il devient alors une référence majeure pour les écrivains de la Beat Generation, dont Allen Ginsberg qui fut son ami et qu'il préfaça, mais aussi pour l’École de New York et la Renaissance de San Francisco.
Il était aussi pédiatre et médecin généraliste, des métiers qui ont probablement influencé le choix des sujets de sa poésie. Sa biographe Linda Wagner-Martin note d’ailleurs qu’« il travailla aussi durement à devenir écrivain qu’il le faisait dans son métier de médecin ».
Il inspire le film Paterson de Jim Jarmusch, qui reprend plusieurs éléments de son poème-fleuve Paterson, et dans lequel est lu le poème This Is Just To Say.

## Biographie

### Enfance et formation
William Carlos Williams est né à Rutherford, un petit village proche de la ville de Paterson et de New York, dans le New Jersey. Son père était anglais et sa mère était née à Porto Rico. Il reçoit son premier prénom en référence à son père, comme cela était courant pour le fils aîné, et son deuxième prénom en référence à son oncle du côté maternel, qui était médecin. Depuis sa maison sise rue West Passaic, il peut voir les gratte-ciels new-yorkais, mais Rutherford est alors entourée de forêts, avant de devenir peu à peu une partie de la banlieue de New York ; ce thème de la disparition de la nature au profit de la ville, lié au passage de l'enfance à la vieillesse, sera important dans son œuvre,,,,,,,,,,,.
Il va à l’école publique de Rutherford jusqu’en 1897, puis est envoyé au Château de Lancy, près de Genève, puis au Lycée Condorcet à Paris, pendant deux ans, et à l’Horace Mann High School à New York. En 1902, il entre à l’Université de médecine de Pennsylvanie, il y rencontre Ezra Pound, puis Hilda Doolittle (plus connue sous le nom de H.D.) et le peintre Charles Demuth. Ces amitiés encouragent sa passion croissante pour la poésie. Il est reçu docteur en médecine en 1906 et passe quatre ans en internat à New York, à voyager et à compléter ses études (notamment à l’Université de Leipzig où il étudie la pédiatrie). Il retourne à Rutherford en 1910 et s’y établit comme médecin jusqu’en 1951. La plupart de ses patients ont ignoré la plus grande part de ses écrits, ne le connaissant que comme le médecin qui mit au monde trois mille de leurs enfants,,,.

### Débuts dans l'avant-garde (1910-1931): imagisme, dadaïsme et objectivisme
Il épouse Florence Herman (1891-1976) en 1912, qu'il appelle « Flossie » dans ses poèmes. De cette union naîtront les fils William Eric en 1914 et Paul Herman en 1916. Peu après, il publie le recueil Les Humeurs (The Tempers). Il est alors proche du mouvement imagiste, qui s'est formé à Londres en 1910 autour de son ami Ezra Pound,.

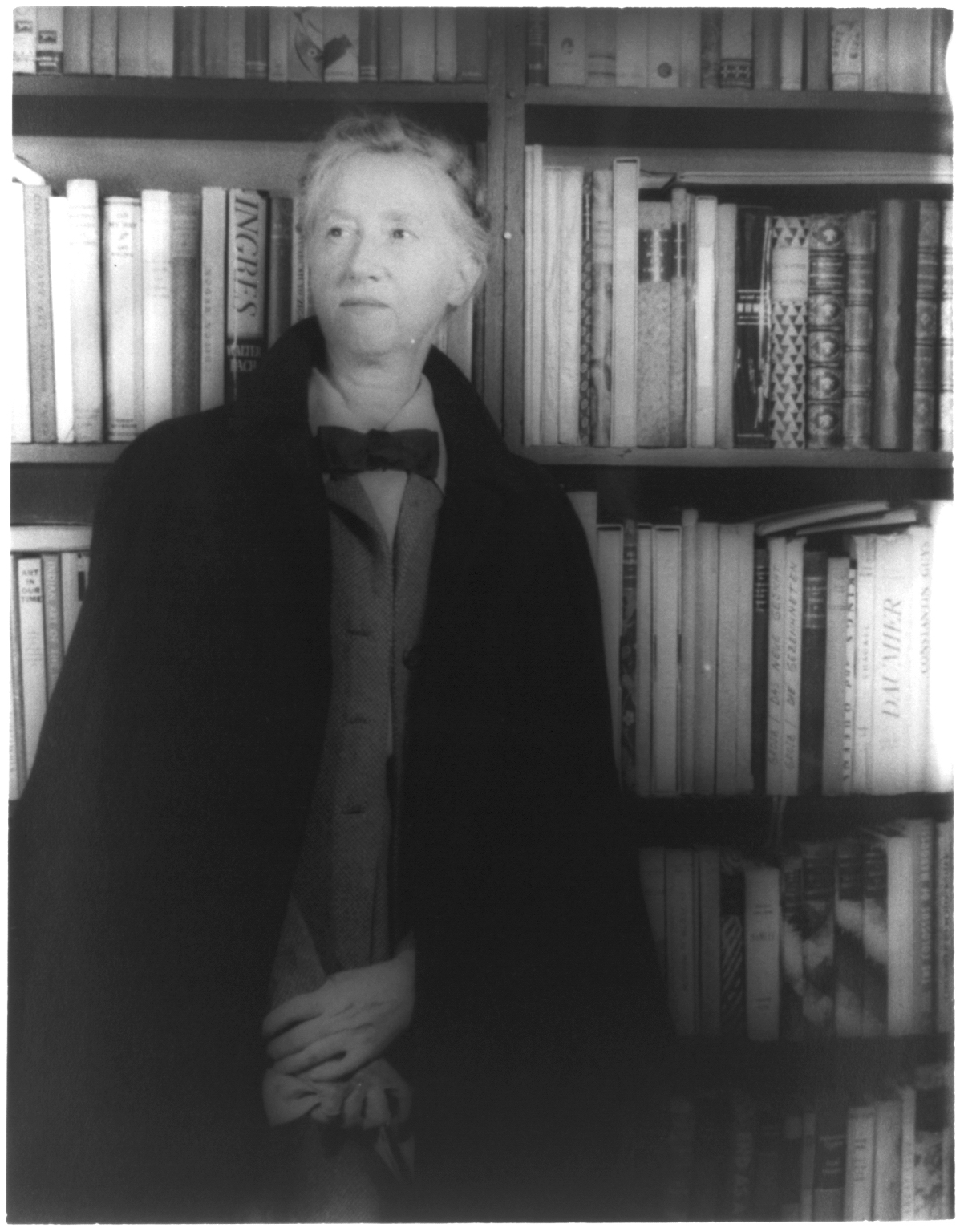
Williams rencontre Marianne Moore en 1913, à la suite de l'exposition à l'Armory Show. Ils se côtoient ensuite dans la revue The Others et durant toute leur carrière poétique

Il découvre en 1913 la peinture européenne lors de la célèbre exposition à l'Armory Show de New York. Il rencontre alors Man Ray, Marcel Duchamp et Marianne Moore. Pendant la Première Guerre mondiale, alors que de nombreux artistes européens s’établissent à New York, Williams se lie avec de nombreux membres de l’avant-garde, comme ceux précédemment cités, ainsi que Francis Picabia. En 1915 débute sa participation à un groupe d’artistes new-yorkais et d’écrivains nommés « The Others » (« Les Autres »). Fondé par le poète Alfred Kreymborg (en) et Man Ray, ce groupe comprenait Walter Conrad Arensberg, Wallace Stevens, Mina Loy, Marianne Moore et Marcel Duchamp. C’est par ce biais que Williams entre en contact avec le dadaïsme, ce qui explique l’influence des principes dadaïstes et surréalistes sur ses premiers poèmes. Son engagement avec The Others fait de Williams un personnage clé des débuts du modernisme en Amérique.
Après la guerre, il publie Korè aux enfers (1920), et fonde la revue Contact, dont le premier numéro sort en décembre. Le livre Le Printemps et le reste (Spring and all), qui contient le célèbre poème La Brouette rouge, sort en 1923. La poésie et la prose critique s'y entremêlent ; les passages en prose ont valeur de manifeste poétique, revendiquant la puissance de l'imagination et du désordre face à la tradition. Il commence à réunir de la documentation pour ce qui deviendra le récit In The American Grain, qu'il publie à son retour d'Europe.
En 1924, sous la pression d'Ezra Pound, qui lui affirme que rien ne se passe artistiquement aux États-Unis et qu'il faut venir en Europe, Williams entreprend un voyage qui le mène surtout à Paris, où il fréquente Ezra Pound et James Joyce, et rencontre des auteurs comme Ernest Hemingway et Gertrude Stein. Man Ray prend des photographies de lui. Il croise également Louis Aragon, Adrienne Monnier et Valery Larbaud. Les époux Williams vont ensuite dans le Midi, où ils vont voir Norman Douglas, puis à Rome et à Vienne, où William étudie pendant un mois à la Faculté de Médecine. Les fils de Flossie et Williams restèrent en Europe pour vivre comme Williams et son frère l’avaient fait dans leur jeunesse.
Son livre Au Grain d'Amérique, publié en 1925, est un échec commercial. Au même moment, Le Printemps et le reste et Le Grand roman américain sont publiés en France. Williams reçoit en 1924 un prix de la revue Poetry, puis en 1926 un prix de la revue Dial.
Il retourne pour un cours voyage en Europe en 1927, lors duquel il rencontre Gertrude Stein, mais cette rencontre n'est pas concluante, bien que Williams ait par la suite très apprécié les œuvres de Stein. Williams raconte dans son Autobiographie s'être senti mal à l'aise en France ; si ses contacts intellectuels ont été très intéressants, il n'a pas du tout envie de s'y installer, comme nombre de ses contemporains américains. Il publie l'année suivante un récit de son voyage en Europe, intitulé A Voyage to Pagany.

En 1931, Williams fonde avec Louis Zukofsky le mouvement objectiviste

En 1931, il relance la revue Contact. Depuis deux ans, il est en correspondance avec le jeune Louis Zukofsky, qu'il a rencontré par l'intermédiaire d'Ezra Pound. Il s'agit pour eux deux de trouver une forme plus solide et plus souple que celles proposées par l'imagisme. Au mois de février, Harriet Monroe publie un numéro de Poetry dont la rédaction a été confiée à Louis Zukofsky, et dans lequel on trouve des poèmes de Carl Rakosi, Zukofsky, Charles Reznikoff, Richard Johns et de Williams, et un manifeste final par Zukofsky. Ils sont rejoints également par George Oppen.
Durant la Grande Dépression, William Carlos Williams se montre préoccupé par le sort des plus démunis, ce qui se voit dans certains poèmes, comme Death, Proletarian Portrait et Late for Summer Weather. Ses nouvelles s'intéressent également à la condition des plus pauvres, comme le montre son recueil The Knife of the Times and Other Stories (1932), ainsi que les textes publiés dans la revue de gauche Blast.

### Consécration, derniers recueils et fin de vie
À partir de 1944, il travaille à son « maître livre » Paterson, qu'il publie en cinq livres de 1946 à 1958. Il commence alors à obtenir un certain succès, devenant docteur honoris causa de l'université de Buffalo en 1946, recevant le National Book Award of Poetry en 1950, puis devenant docteur honoris causa de l'université de Rutgers en 1951 et de l'université de Pennsylvanie en 1952.
Sa santé commence à décliner après une première attaque cardiaque en 1948. Après 1949, toute une série d’ennuis suivirent. Il suit un traitement contre la dépression dans un hôpital psychiatrique en 1953. Il meurt le 4 mars 1963, à soixante dix-neuf ans. Deux jours plus tard, un éditeur britannique annonce qu’il va publier ses poèmes — une ironie du destin, puisque Williams a toujours protesté contre l’influence anglaise sur la poésie américaine. Toute sa vie, il n’avait pas été plus reconnu en Grande-Bretagne qu’aux États-Unis.
Il reçoit en mai 1963 le Prix Pulitzer de poésie à titre posthume, pour le recueil Tableaux d'après Breughel publié l'année précédente.
Il repose au cimetière d’Hillside à Lyndhurst dans le New Jersey.
Les archives de William Carlos Williams sont déposées à la bibliothèque de l'Université Yale, ses premiers manuscrits et publications sont déposées à l'Université de Buffalo.

## Regards sur son œuvre

### Position dans le modernisme

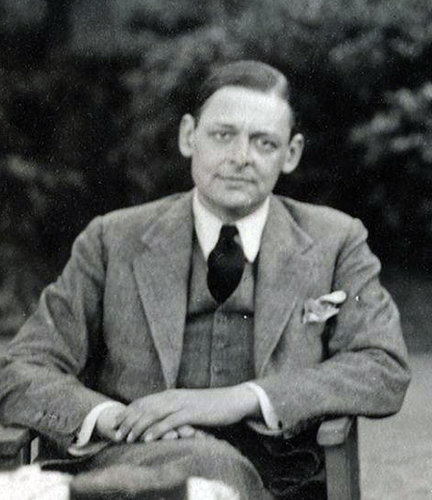
William Carlos Williams construit son œuvre en opposition à celle de T. S. Eliot

L’œuvre de Williams est construite en opposition à celle de T. S. Eliot. Cela commence dès Le Printemps et le reste (1923) en prônant une attention aux objets et une absence complète de métaphysique. Paterson a également été vu comme une épopée moderniste opposée à La Terre vaine d'Eliot.
Williams rejetait les fréquents emprunts aux cultures classiques et étrangères faits par Ezra Pound et surtout Eliot. Il préférait créer ses poèmes à partir de ce qu’il appelait « le local ». Dans son poème Paterson (publié entre 1946 et 1958), sur l’histoire, la population et l’essence de Paterson, il interroge le rôle du poète dans la société américaine. Il résume sa démarche politique dans la phrase : « Pas d’idéologie, mais du concret » (dans son poème de 1944, Un genre de chanson). Il voulait que les poètes abandonnent les formes poétiques anciennes et les références poétiques inutiles, pour essayer de décrire le monde tel qu’il est, avec un vocabulaire approprié au sujet. Marianne Moore, également critique face aux formes traditionnelles de poésie, écrivit que Williams utilisait un « americain courant que même les chats et les chiens pouvaient lire », avec une langue américaine distincte de l’anglais.

### Les objets
Les poèmes de Williams traitent d'éléments ordinaires, que la poésie vient rendre extraordinaires. La Brouette rouge (The Red Wheelbarrow),, poème qui parle d'un objet du même nom, est le texte de Williams le plus souvent présenté dans des anthologies poétiques, souvent comme exemple du style du mouvement imagiste et de ses principes (voir aussi This Is Just To Say). Toutefois, Williams, comme son associé Ezra Pound, avait rejeté depuis longtemps le mouvement imagiste quand le poème fut publié dans le recueil Spring and All en 1923. Williams est plus proche du mouvement moderniste américain, et voyait son projet poétique comme propre aux États-Unis ; il a également cherché à renouveler la langue par le langage plus vert né dans la société culturellement variée de l’Amérique, tout en se libérant du vocabulaire qu’il considérait comme usé dans la langue britannique et de la culture européenne.

### Être un écrivain américain
Une bonne partie de l'œuvre de Williams cherche à rendre compte de la spécificité de l'expérience américaine. On le trouve aussi bien dans un roman comme In The American Graine que dans le poème Paterson.

## Réception et influence
Williams a toujours réservé un accueil chaleureux aux jeunes poètes, jouant un rôle de mentor auprès d’eux. Alors que E. Pound et T. S. Eliot furent encensés de leur vivant et qu'on a pu les considérer comme les grands « aînés » des poètes des générations suivantes, nombre de ceux-ci ont fait de Williams, qui avait encouragé et suivi leurs créations, leur référent principal. Plusieurs mouvements littéraires des années 1950, comme les poètes de la Beat Generation, la Renaissance de San Francisco et l’école de New York, ont revendiqué son influence. Ainsi a-t-il tenu un rôle important auprès de Charles Olson, figure de proue de la poésie au Black Mountain College et mentor lui-même de nombreux autres poètes. Robert Creeley et Denise Levertov, deux autres poètes liés au groupe de Black Mountain, ont étudié auprès de Williams. Par ailleurs celui-ci fut l'ami de Kenneth Rexroth, le fondateur du mouvement San Francisco Renaissance. Un cours donné par Williams au Reed College forma et inspira d’autres membres importants de ce mouvement : Gary Snyder, Philip Whalen et Lew Welch. Mais c’est avec Allen Ginsberg, originaire lui aussi du New Jersey, que Williams entretint une de ses relations les plus enrichissantes. Ginsberg a toujours proclamé que Williams avait libéré sa voie poétique. Williams quant à lui a inséré plusieurs lettres de Ginsberg dans son opus majeur, Paterson, l’une d’elles lui inspirant un cinquième de cette œuvre. Williams a écrit aussi deux préfaces pour les livres de Ginsberg, dont Howl. Bien qu’il ait aimé énormément la poésie de ses disciples (« ses enfants », selon ses mots), il n’apprécia pas toujours le résultat de son influence (ainsi quant au pur formalisme d’autres poètes de la Beat Generation). Williams préférait jouer sur les effets de la forme et de l’expression.
En 1963, il reçoit à titre posthume le prix Pulitzer pour Tableaux d'après Breughel et autres poèmes (1962) et la médaille d’or de la poésie de l’Institut national des Arts et Lettres. 
En 1984, le compositeur new-yorkais de musique contemporaine, Steve Reich, écrit une importante œuvre pour orchestre et chœur intitulée The Desert Music et basée sur le recueil éponyme de poèmes de Williams.
En 2016, Jim Jarmusch a réalisé le film Paterson dans lequel le personnage éponyme influencé par Williams écrit des poèmes sur son quotidien.
Aujourd’hui, Rutherford possède un théâtre baptisé « The Williams Center ».

## Opinions politiques
Les démocrates modernes (gauche des États-Unis) le dépeignent comme proche de leurs idées progressistes de gauche. Il fait de nombreuses publications dans des journaux politiquement radicaux, comme Blast et New Masses. Il se considérait lui-même comme socialiste et opposé au capitalisme.
Il publie plusieurs poèmes traduisant des préoccupations sociales et politiques, comme The Yachts, qui décrit l’élite fortunée comme parasite et les masses comme espérant une révolution. Le poème utilise la métaphore de l’océan avec les corps aqueux des masses misérables se battant sur leurs pauvres coques, en agonie, désespérés, tentant de couler les yachts et de mettre fin à l’horreur de la race humaine. D'autres poèmes, comme Death, Proletarian Portrait et Late for Summer Weather, sont inspirés par la Grande Dépression. De même, dans l’introduction de son recueil de poésies The Wedge, publié en 1944, il décrit le socialisme comme un état inévitable de développement, et une nécessité pour un véritable développement artistique. En 1949, il publie un poème, The Pink Church (la Maison rose), qui traite du corps humain, mais compris dans le contexte du maccarthysme, comme dangereusement pro-communiste.
Les anticommunistes provoquèrent son renvoi de son poste de conseiller de la Bibliothèque du Congrès en 1952/3, ce qui le rendit dépressif. Comme il le montre dans un article non-publié écrit pour Blast, Williams pensait que les artistes devaient résister à produire de la propagande et se dédier à l’écriture. Dans le même article, il proclame que l’art peut aussi être au service du prolétariat.

## Œuvres

### Poésie
- Poèmes (Poems, 1909), non traduits en français.
- Les Humeurs (The Tempers, 1913), traduction française par Philippe Blanchon, Éditions de la Nerthe, 2015.
- Al Que Quiere (1917), traduction française par Thierry Gillybœuf, introduction par Philippe Blanchon, Éditions de la Nerthe, 2007
- Korè aux enfers (Kora in Hell. Improvisations, 1920), traduction française et introduction par Jean-Paul Auxeméry, avant-propos par Yves di Manno, Virgile, 2003.
- Raisins surs (Sour Grapes, 1921), traduction française et introduction par Thierry Gillybœuf, La feugraie, 2004.
- Go Go (1923)
- Le Printemps et le reste (Spring and All, 1923), traduction française et présentation par Valérie Rouzeau, Editions Unes, 2000.
- The Cod Head (1932), non traduit en français.
- Collected Poems, 1921-1931 (1934)
- Un Jeune Martyr (An Early Martyr and Other Poems, 1935), traduction et introduction par Thierry Gillybœuf, Éditions de la Nerthe, 2009
- Adam et Eve et la ville (Adam & Eve & The City, 1936), traduction et introduction par Thierry Gillybœuf, Éditions de la Nerthe, 2009.
- The Complete Collected Poems of William Carlos Williams, 1906-1938 (1938)
- The Broken Span (1941)
- The Wedge (1944)
- Paterson (Livre I, 1946; Livre II, 1948; Livre III, 1949; Livre IV, 1951; Livre V, 1958), publié en un seul livre en 1963, traduction par Yves di Manno, préface de Serge Fauchereau, Flammarion, 1981, réédition chez José Corti en 2005.
- Clouds, Aigeltinger, Russia (1948)
- The Collected Later Poems (1950)
- Collected Earlier Poems (1951)
- The Desert Music and Other Poems (1954)
- Journey to Love (1955)
- Asphodèle (Asphodel, that greeny flower, 1952), traduction et présentation par Alain Pailler, La Différence, 1991
- Tableaux d'après Breughel (Pictures from Brueghel and Other Poems, (1962), traduction et présentation par Alain Pailler, Points, 2007.
- Imaginations (1970)
- Collected Poems: Volume 1, 1909-1939[51] (1988)
- Collected Poems: Volume 2, 1939-1962 (1989)
- Early Poems (1997)

### Prose
- Le Grand Roman américain (The Great American Novel, 1923), traduction et présentation par Jacques Darras, Christian Bourgois, 1980 ; réédition, Christian Bourgois, col. Titres, 2006
- Au Grain d'Amérique (In the American Grain, 1925), traduction et présentation par Jacques Darras, Christian Bourgois, 1980 ; réédition, Christian Bourgois, col. Titres, 2006
- A Voyage to Pagany (1928; repr. 1970)
- The Knife of the Times, and Other Stories (1932)
- Novelette and Other Prose (1932)
- Mule blanche (White Mule, 1937), traduction par René Daillie, Flammarion, 1981
- Life along the Passaic River (1938)
- In the Money (1940)
- Make Light of It: Collected Stories (1950)
- L'Autobiographie (Autobiography, (1951), traduction par Jacqueline Ollier, Gallimard, 1973
- The Build-Up (1952)
- Selected Essays (1954)
- The Selected Letters of William Carlos Williams (1957)
- Je voulais écrire un poème (I Wanted to Write a Poem: The Autobiography of the Works of a Poet, 1958), trad. fr. Valérie Rouzeau, Éditions Unes, 2000 ; rééd. 2022, 112 p.  (ISBN 978-2877042505)
- Yes, Mrs. Williams: A Personal Record of My Mother (1959)
- The Farmers' Daughters: Collected Stories (1961)
- Imaginations (1970)
- The Embodiment of Knowledge (1974)
- Interviews With William Carlos Williams: "Speaking Straight Ahead" (1976)
- A Recognizable Image: William Carlos Williams on Art and Artists (1978)
- Pound/Williams: Selected Letters of Ezra Pound and William Carlos Williams (1996)
- The Collected Stories of William Carlos Williams (1996)
- The Letters of Denise Levertov and William Carlos Williams (1998)
- William Carlos Williams and Charles Tomlinson: A Transatlantic Connection (1998)

### Anthologies dans des éditions françaises
- Passaic, Passaic, traduction par Suzanne et Jean Sermandoy, Abbaye du Livre, 1948
- Poèmes, traduction par William King, Seghers, 1963
- Poèmes, traduction, introduction et notes par Jacqueline Saunier-Ollier, Aubier-Montaigne, 1981

### Recueils de nouvelles dans des éditions françaises
- Filles de fermiers, traduction par André Simon, Christian Bourgois, 1980 ; col. Titres 2011
- L’Elephant de mer, traduction et présentation par Jacques Demarcq, M. Perez, 1981
- La Fortune, traduction par René Daillie, Flammarion, 1984
- Le Succès, traduction par René Daillie, Flammarion, 1987

### Ouvrages biographiques et critiques
- John Malcolm Brinnin, William Carlos Williams, Minnespolis, University of Minnesota Press, 1963.
- Alan Ostrom, The poetic world of William Carlos Williams, Ill. Southern Illinois University Press, 1966.
- Hélène Dupeyron-Marchessou, William Carlos Williams et le renouveau du lyrisme, Paris, Presses universitaires de France, 1967.
- James Guimond, The art of William Carlos Williams : a discovery and possession of America, Urbana, Univ. of Illinois press, 1968.
- James E. Breslin, William Carlos Williams, an American artist, New York, Oxford University Press, 1970.
- William Carlos Williams, 1883-1963 : bibliographie, Paris, Centre de documentation Benjamin Franklin, 1972.
- Jacqueline Saunier-Ollier, William Carlos Williams : 1883-1963 : l'homme et l'œuvre poétique, Paris, Les Belles lettres, 1979,  (ISBN 2-251-62017-6).
- Charles Doyle, William Carlos Williams : the critical heritage, London, Editions Henley : Routledge and K. Paul, 1980,  (ISBN 0-7100-8987-2).
- Paul Mariani, William Carlos Williams: A New World Naked, McGraw-Hill, New York and London, 1981.
- Hélène Aji, William Carlos Williams et Ezra Pound : correspondances, thèse sous la direction de Jacques Darras, Amiens, deux tomes, 1990.
- The Rhetoric of love in the collected poems of William Carlos Williams, ouvrage dirigé par Cristina Giorcelli et Maria Anita Stefanelli, avec une préface de Cristina Giorcelli, Rome, Edizione Associate, 1993.
- Peter Alter, The Revolution in visual arts and the poetry of William Carlos Williams, New York, Cambridge University Press, 1994,  (ISBN 0-521-43130-1).
- Hélène Aji, William Carlos Williams, un plan d'action, Belin, coll. « Voix américaines », Paris, 1994, 124 p.